# SAP R/2
R/2 war eine ab 1979 eingesetzte ERP-Software von SAP für den Einsatz auf Großrechnern. R/2 lief auf den Betriebssystemen MVS bzw. VSE von IBM und BS2000 von Siemens. Die Bedienung erfolgte mittels Text-Terminals wie dem IBM 3270. Das Nachfolgesystem war ab 1993 das R/3. 
Vor dem R/2 existierte ab 1975 das R/1. Die Software wurde auf dem IBM System/360 eingesetzt. Zuvor gab es ab 1973 das System RF zum Einsatz in der Finanzbuchhaltung. Dieses Produkt war die erste Software des Unternehmens SAP.
Die Programmiersprache (und im weiteren Sinne auch Laufzeitumgebung) war am Beginn Assembler. Die Programmierung (u. a. von Dynpros und zugehörigen Modulpools, Verbucher- und Batchprogrammen) erfolgte über vordefinierte Makros. Auswertungen konnten ebenso in der Makrosprache ABAP („Allgemeiner Berichts- und Auswerte-Prozessor“) programmiert werden. 
Später wurde dann die höhere Programmiersprache ABAP IV entwickelt, die im R/2 und im R/3 zur Implementierung der Anwendungsfunktionen dient. Das Akronym ABAP wurde dann umgedeutet (und internationalisiert) als „Advanced Business Application Programming“.
Trotz des hohen Alters hat das System heute noch einen gewissen Bekanntheitsgrad, weil es bei großen Unternehmen weit verbreitet war (nur für diese war es erschwinglich, auch wegen des nötigen Rechenzentrums), und wegen seiner hohen Lebensdauer. 

## Funktionen
Funktionsbereiche (Auszug)
- RF: Finanzbuchhaltung
- RK: Kostenrechnung
- RM-MAT: Materialwirtschaft
- RM-PPS: Produktionsplanung und -steuerung
- RM-INST: Instandhaltung
- RP: Personalwirtschaft
- RV: Vertrieb